# Aplicacions Riques d'Internet
Les Aplicacions Riques d'Internet (conegudes per les sigles RIA, de l'anglès: Rich Internet applications) són aplicacions web que tenen les característiques i funcionalitats de les aplicacions tradicionals o d'escriptori.

## Exemples
Com a exemples de Rich Internet Application podem trobar:
- Gmail
- Windows Live Hotmail
- Flickr
- Google Calendar
- Google Gears